# Idiasta tungus
Idiasta tungus är en stekelart som beskrevs av Sergey A. Belokobylskij 1998. Idiasta tungus ingår i släktet Idiasta och familjen bracksteklar. Inga underarter finns listade i Catalogue of Life.